# منظمة الوقاية من العمى
منظمة الوقاية من العمى (بالفرنسية: l'Organisation pour la Prévention de la Cécité, OPC) هي منظمة دولية غير حكومية تركز أنشطتها اليوم حصريًا على البلدان الناطقة بالفرنسية في أفريقيا. مهمتهم هي الحفاظ على البصر واستعادته بين بعض المجتمعات الأكثر حرمانًا في المنطقة. تتعلق الأنشطة الرئيسية للجمعية العمانية للبصريات بالوقاية من العمى وعلاجه والقضاء على الأمراض المسببة للعمى، مثل داء كلابية الذنب، والتراخوما، والجلوكوما، وإعتام عدسة العين، فضلاً عن التدريب الرسمي في طب العيون.

## التاريخ
تأسست منظمة مفوضي الشعب في 13 يناير 1978 على يد كريستيان مونير. وبعد تقاعده من العمل المصرفي، قرر العمل مع البروفيسور أندريه دوبوا بولسن، الذي كان رئيس قسم مستشفى XV-XX ورئيس الجمعية الفرنسية لطب العيون، وبيير أوبيه، المستشار المالي السابق.
ترأس البروفيسور دوبوا بولسن مجلس إدارة منظمة التعاون الاقتصادي لمدة ثماني سنوات ونظم مشاريعها الأولى في أفريقيا، ولا سيما برنامج يلين في مالي. بفضل هذا المشروع، أصبحت منظمة الوقاية من العمى عضوًا في الوكالة الدولية للوقاية من العمى (IAPB)
على مر السنين، زادت منظمة منظمة الوقاية من العمى بشكل كبير من عدد بعثاتها، وأنشأت شبكات رعاية العيون الأولية، ودعمت المعهد الأفريقي لطب العيون الاستوائي (IOTA). وبعد ذلك، تحت رئاسة البروفيسور جان لانجلويس، رئيس القسم السابق في المستشفى الجامعي في روان، وبفضل الدكتور مارسيل شوفيه، المفتش العام الطبي، تم رفع السيطرة على داء كلابية الذنب، أو "عمى النهر"، في أفريقيا إلى أولوية عالية. ولا تزال مكافحة داء كلابية الذنب مستمرة بالتعاون مع منظمات غير حكومية أخرى ومنظمة الصحة العالمية. وتم أيضًا إنشاء روابط مع وزارة التعاون والتنمية.
خلال هذه الفترة من تاريخ منظمة الوقاية من العمى، تم تنفيذ برنامج لإنشاء خدمة طب العيون في مستشفى GRALL للأطفال في سايجون (فيتنام) بنجاح لمدة خمس سنوات.
في عام 1997، أصبح البروفيسور لانجلويس رئيسًا فخريًا، مانحًا منصب الرئيس إلى البروفيسور إيف بوليكين، رئيس قسم طب العيون السابق في مستشفى لوتيل ديو في باريس، وعضو الأكاديمية الفرنسية منذ عام 2001، وعضو الأكاديمية الوطنية الفرنسية للطب والأكاديمية الدولية لطب العيون.
منذ عام 1997، عزز البروفيسور بوليكين أهمية مكافحة داء كلابية الذنب والتراخوما في غرب أفريقيا بالتعاون مع وزارة الخارجية. كما قاموا بتطوير الدعم الفني لعلاج إعتام عدسة العين. ساهم الدكتور دومينيك نيجريل، المدير التنفيذي لمركز طب العيون، الخبير في مجال الصحة العامة للعيون وفي تنفيذ هياكل رعاية العيون، بشكل كبير في مشاركة مركز طب العيون في تدريب العاملين الصحيين في مجال طب العيون.
بالإضافة إلى ذلك، نفذت منظمة منظمة الوقاية من العمى خطة دعم للمساعدة في مكافحة الضمور البقعي المرتبط بالعمر (ARMD) من خلال تزويد العديد من المراكز بمواد تشخيصية قوية مدمجة في الموارد. تم تنفيذ هذه الخطة بقيادة نائب رئيس منظمة الوقاية من العمى البروفيسور كريستيان كوربي، المفتش العام الطبي والرئيس المؤسس لجمعية المبادرات التمثيلية لضعف البصر، والدكتور جان فرانسوا سيكون، طبيب عيون ومدير ورئيس سابق لبرامج منظمة الوقاية من العمى، ودينيس بريلارد، مدير منظمة الوقاية من العمى ومدير مركز الترحيب ورئيس إعادة تأهيل المكفوفين في نيم، أراماف.
في عام 2006، أطلقت منظمة الوقاية من العمى برنامجًا للوقاية من اعتلال الشبكية السكري بالتعاون مع جمعية Valentin Haüy، وشبكة AP-HP (مساعدة المستشفيات العامة) OPHDIAT. تم تجهيز 16 مركزًا في منطقة باريس وفي المقاطعة.
في العام نفسه، وبمبادرة من منظمة الوقاية من العمى، شاركت مجموعة بحثية مكونة من 5 مستشفيات باريسية في مشروع تأسيس شبكة (WTF) بشأن ضعف البصر في إيل دو فرانس.
في عام 2010، وبعد 12 عامًا من رئاسة منظمة الوقاية من العمى، سلم البروفيسور بوليكين زمام الأمور إلى ناتالي برونيت، وهي خبيرة قانونية ورئيسة شركة فرنسية رائدة عالميًا في مجالها. وقد طورت منظمة التعاون المسيحي مهامها في البلدان الناطقة بالفرنسية، وخاصة الأفريقية منها، ولكن أيضا في هايتي ومولدوفا وكذلك في فرنسا.
في عام 2011، أصبح الدكتور سيرج ريسكينوف رئيسًا لـ منظمة الوقاية من العمى. وهو الرئيس السابق لقسم الوقاية من العمى والصمم في منظمة الصحة العالمية ويشارك في العديد من المنظمات المرتبطة بالوقاية من العمى. وقررت منظمة التعاون الاقتصادي والتنمية إعادة تركيز مهماتها على البلدان النامية، وخاصة في أفريقيا، وبالتالي الاستمرار، بطريقتها الخاصة، في المساهمة في تحقيق توازن أفضل بين "بلدان الشمال" و"بلدان الجنوب".
في عام 2020، تقوم منظمة التعاون الاقتصادي بكتابة مشروع جمعوي جديد يحدد الإطار والتوجهات التي ستتم بها الأنشطة التي سيتم تنفيذها، سواء من حيث عمل الحياة الجمعية أو تطوير البرامج. يتوافق هذا المشروع التعاوني مع المنصة المؤسسية المرجعية للأعمال التي يتم تنفيذها في إطار احترام القيم التأسيسية لـ منظمة الوقاية من العمى.

### منظمة الوقاية من العمى
- موجودة منذ عام 1978
- هي مؤسسة خيرية معترف بها
- يحافظ على علاقة عمل رسمية مع منظمة الصحة العالمية[10]
- يحظى برعاية سامية من رئيس الجمهورية الفرنسية: السيد جيسكار ديستان، والسيد ميتران، والسيد شيراك، ثم السيد ساركوزي، وقد أبدوا اهتمامهم بعمل منظمة البرلمانيين الفرنسيين.
- عضو فعال في المبادرة العالمية رؤية 2030 – الحق في البصر؛[11][12]
- تمت الموافقة على علامة IDEAS التي تشهد على تنفيذ الممارسات الجيدة في الحوكمة والإدارة المالية ومراقبة فعالية أعمالها.

## سفراء منظمة الوقاية من العمى
هناك العديد من الشخصيات التي تدعم أو تساند حزب المؤتمر الشعبي العام. حسب ترتيب الوصول هم:
- كلودي هاينيري : عالمة، رائدة فضاء، وزيرة مفوضة للأبحاث السابقة ورئيسة جامعة العلوم 1، السوربون، باريس.
- جان لوب دابادي : كاتب، صحفي، كاتب مسرحي، كاتب سيناريو وعضو في الأكاديمية الفرنسية.
- روكيا تراوري : كاتبة أغاني ومغنية وعازفة جيتار. رئيس مؤسسة باسيريل.
- كلوي تريسبوش : لاعبة تزلج على الجليد فرنسية وعضوة في المنتخب الوطني الفرنسي.
- إيما برنارد : لاعبة تزلج محترفة، عضو في المنتخب الوطني الفرنسي.
- موه! كوياتي :موسيقي، مغني، عازف جيتار.
- أيو : مغني وكاتب أغاني وعازف جيتار.
- ميكلانجلو لوكونتي : مغني وكاتب أغاني وفنان ومدير فني. دور فولفغانغ أماديوس موزارت في أوبرا موزارت، روك الأوبرا.

## البرامج
في البلدان الأفريقية النامية الناطقة بالفرنسية، تعد أمراض إعتام عدسة العين، والتراخوما، وداء كلابية الذنب، والجلوكوما من الأسباب الرئيسية لضعف البصر والعمى. ويُقدر أيضًا أن 80% من أسباب فقدان البصر يمكن تجنبها و/أو علاجها. ولهذا السبب تعمل منظمة التعاون الاقتصادي مع شركائها المختلفين في إنشاء وتنفيذ ومتابعة وتقييم البرامج المستدامة التي تستهدف أكبر عدد ممكن من الأشخاص وتسمح بما يلي:
- تدريب الموارد البشرية المؤهلة والمستقلة في مجال طب العيون على كافة المستويات: الطبيب والممرض والفني الكبير ووكيل المجتمع؛
- توفير/توزيع رعاية العيون الشاملة ذات الجودة الممتازة؛
- تقديم العلاجات الطبية للمحتاجين؛
- إجراء الفحص المبكر لأمراض العيون.

### تمرين
تقوم منظمة الوقاية من العمى بإنشاء برامج تدريبية لموظفي طب العيون من المستوى المتوسط على مستوى ON (ممرضة طب العيون) و OCO (الموظف السريري لطب العيون). يوجد ما بين 8 إلى 12 طالبًا في كل عام دراسي.
- النيجر :الصف الخامس من OCOs يدرس حاليا.
- جمهورية أفريقيا الوسطى : على الرغم من التأخير الناجم عن الظروف الصعبة التي مرت بها البلاد، فقد تم تنفيذ وتجنيد الدفعة الأولى من موظفي العمليات الخاصة في فبراير/شباط 2013.
- مالي : تجديد مستشفى كايس الذي سيصبح موقع التدريب الجديد لطلاب درجة التعليم العالي في صحة العين (DESSO). حصل طبيب العيون الذي يعمل حاليًا في هذه المؤسسة على منحة من IOTA (معهد طب العيون الاستوائي في أفريقيا) من أجل الخضوع للتدريب لإتقان قدراته الجراحية. تم تأجيل تدريب موظفي الرعاية الأولية للعيون، الذي كان من المفترض أن يبدأ في موبتي، بسبب الأحداث الأخيرة في مالي.

### التدريب الطبي المستمر

#### اتحاد جزر القمر
أنهى اثنان من أطباء العيون تدريبهما في السنغال ومالي وتم تعيينهما في هياكل طب العيون الصحية العامة المجهزة من قبل منظمة أطباء العيون في نهاية عام 2011.

#### مالي
حصل اثنان من أطباء العيون الماليين المسجلين في IOTA على منح للتدريب على إجراء العمليات الجراحية في بيئة ريفية.

### إنشاء وتوزيع الوسائل التعليمية في عام 2012
تم توفير مجموعة مكتبة مكونة من كتب متخصصة في طب العيون ومواد تعليمية، مصممة للاستخدام من قبل الممرضات المتدربات (مستوى ISO و/أو TSO)، من قبل منظمة الوقاية من العمى لـ:
غينيا : أُرسلت في سبتمبر/أيلول 2012
النيجر : أُرسل في مايو 2012

### البنية التحتية والمعدات
تعمل منظمة الوقاية من العمى على تطوير البنية التحتية المصممة لتوفير رعاية العيون.

#### مالي (2013)
وبشراكة وثيقة مع البرنامج الوطني لمكافحة العمى، قامت منظمة أطباء بلا حدود بتوفير وتسليم المعدات والاستشارات اللازمة لفتح أربعة مراكز صحية مجتمعية في منطقتي كايس وباماكو.

#### النيجر (2013)
بالتعاون مع البرنامج الوطني لمكافحة العمى ونادي الليونز في النيجر، تم تنظيم اجتماع في ديسمبر/كانون الأول 2013 بهدف تحديد المعدات اللازمة للمراكز الأولية والثانوية في منطقتين من البلاد: تاهوا وتيلابيري.

#### غينيا (2012)
بفضل الشراكة بين مستشفى دونكا ومجتمع كوناكري الحضري ومنظمة منظمة الوقاية من العمى، تم تجديد قسم طب العيون في مستشفى دونكا في سبتمبر 2012. في نوفمبر 2012، قامت منظمة منظمة الوقاية من العمى بتركيب معدات جديدة، بما في ذلك مجهر جراحي، ومجموعات إعتام عدسة العين والشعرة، ونظارات مكبرة يمكن ارتداؤها، ومجموعات تشخيصية، ومكيف هواء ومولد كهربائي. اليوم الخدمة مفتوحة للاستشارة ولإجراء العمليات الجراحية. بفضل الشراكة بين مستشفى سيجويري ومجتمع سيجويري الحضري ومنظمة الوقاية من العمى، تم تجديد قسم طب العيون في المستشفى في يوليو 2012. تم نقل المعدات التي تلقاها نادي ليونز كوناكري وتركيبها بواسطة منظمة الوقاية من العمى في سبتمبر 2012. الخدمة مفتوحة للإستشارات والعمليات الجراحية.

#### جمهورية أفريقيا الوسطى (2012)
تم تجديد المبنى قبل بدء فصول تدريب المنظمة في المستشفى العام في بانغي في يوليو 2012.

### إدارة الرعاية والنتائج الأخرى في عام 2013
تعمل منظمة الوقاية من العمى على تقديم خدمات رعاية العيون عالية الجودة والمستدامة لمن هم في حاجة إليها

#### الكونغو
كانت منظمة التعاون الاقتصادي موجودة في جمهورية الكونغو منذ عام 1998
نتائج عام 2013: دعم البرنامج الوطني لمكافحة داء كلابية الذنب (PLNO):
- تم علاج 710,456 شخصاً في 760 قرية تمت زيارتها. المهام التي تكفل بها الفريق الوطني و209 من وكلاء الصحة الوطنيين (ممرضين وأطباء) تم تدريبهم أو إعادة تدريبهم من خلال رعايتهم، وتأطير 1922 موزعًا مجتمعيًا في القرية.
- اجتماع في برازافيل بين منظمة منظمة الوقاية من العمى و Sightsavers و PLNO من أجل مناقشة التقدم المحرز في تنفيذ مشروع داء كلابية الذنب.

#### غينيا (غينيا كوناكري)
كانت منظمة التعاون الاقتصادي موجودة في غينيا منذ عام 1993
نتائج عام 2013:
- تم افتتاح مراكز استشارة طب العيون في سيجويري وكانكان وماسينتا في إطار اتفاقية المنحة لبرنامج SightFirst التابع لمؤسسة Lion Club الدولية من أجل دعم خدمات الرعاية الصحية الأولية والثانوية للعيون، بالإضافة إلى جراحة الساد المتقدمة والمتنقلة في مناطق كانكان ونزيريكوري وفارانا.
- تم إجراء 24000 استشارة طبية في مجال طب العيون في المراكز الصحية الثلاثة التابعة لمؤسسة الرعاية الصحية الأولية (كانكان، سيجويري، ماسينتا). منحة من مؤسسة أندية الليونز العالمية.
- 3990 عملية (إزالة الساد، وتساقط الشعر).
- اتفاقية منحة لمدة عامين من مؤسسة أندية الليونز الدولية لدعم خدمات الرعاية الصحية الأولية والثانوية للعيون وجراحة الساد المتقدمة والمتنقلة في مناطق كانكان ونزيريكوري وفارانا.
- مكافحة اعتلال الشبكية السكري (تدريب الكوادر الصحية، وسائل الإعلام).
- مكافحة داء كلابية الذنب: مستمرة تحت رعاية البرامج الوطنية، حيث تسمح تصرفات العاملين، وتوسيع التدريب الأولي الذي توفره منظمة حماية المستهلك، بحماية حوالي 1.4 مليون شخص.

#### مالي
كانت منظمة التعاون الاقتصادي موجودة في مالي منذ عام 1981
نتائج عام 2013:
- مكافحة داء كلابية الذنب: تستمر الأنشطة في جميع الأسر الخاضعة لسلطة البرامج الوطنية، حيث تعمل إجراءات الوكلاء على توسيع نطاق التدريب الأولي الذي توفره منظمة حماية المستهلك، مما يتيح حماية أكثر من 3.5 مليون شخص في جميع الأوقات.
- تم إجراء 33 ألف استشارة طبية في مجال طب العيون في مراكز رعاية العيون الثلاثة التابعة لجمعية طب العيون الفلبينية (كايس، سيكاسو، موبتي).
- تم إجراء 4800 عملية جراحية لمرضى إعتام عدسة العين والشعرة.
- السيطرة على اعتلال الشبكية السكري: تدريب العاملين في المجال الصحي ووسائل الإعلام

#### جمهورية أفريقيا الوسطى
كانت منظمة السلام والتعاون في أوروبا موجودة في جمهورية أفريقيا الوسطى منذ عام 1994
نتائج عام 2013:
- 25000 استشارة.
- 2705 عملية جراحية (إعتام عدسة العين وتساقط الشعر).
- الدعم الطبي والفني من المستشفى العام في بانغي.
- تنظيم ورشة عمل للتحقق من صحة البرنامج الوطني لمكافحة التراخوما المتكامل مع الخطة الوطنية لمكافحة الأمراض الاستوائية المهملة بالتعاون مع المبادرة الدولية للتراخوما (ITI) ومهمة كريستوفيل بليندن (CBM).
- الحصول على تمويل من الوكالة الفرنسية للتنمية (AFD) يستهدف توفير الإمدادات والمعدات اللازمة للبرنامج الوطني لمكافحة التراخوما.
- تقديم مشروع مكافحة مرض التراخوما بمكوناته الجراحية إلى مؤسسة أندية الليونز الدولية.
- تقديم مشروع مكافحة التراخوما مع مكون المضادات الحيوية إلى منظمة Sightsavers.

#### السنغال
كانت منظمة التعاون الاقتصادي موجودة في السنغال منذ عام 1980
نتائج عام 2013:
- مواصلة الجهود المبذولة لدمج الرعاية الصحية الأولية للعين في منطقة تامباكوندا باستقلالية شبه كاملة عن البرنامج الوطني لمكافحة العمى (2013).
- مكافحة داء كلابية الذنب: تغطية 82% من السكان في المناطق التي يتم علاجها عادة. ويتم متابعة هذه الأنشطة في إطار البرامج الوطنية، حيث تعمل تصرفات الوكلاء على توسيع نطاق التدريب الأولي الذي توفره منظمة حماية المدنيين، مما يتيح حماية أكثر من 300 ألف شخص في جميع الأوقات.
- 4,100 استشارة (2012)
- 800 عملية (2012)

#### تشاد
كانت منظمة السلام والتعاون في أوروبا موجودة في تشاد منذ عام 1997
نتائج عام 2013:
- يدعم

تقديم الدعم الطبي والفني للمراكز الاستشفائية في موندو ومونغو، لقسم طب العيون في المستشفى الوطني العام.
- توقيع الخطة الوطنية لمكافحة التراخوما بمساعدة فنية من منظمة منظمة الوقاية من العمى من قبل وزير الصحة في جمهورية تشاد.
- الحصول على تمويل من منظمة Sightsavers لتطبيق مشروع تجريبي يتضمن إجراء العمليات الجراحية وتوزيع المضادات الحيوية في منطقة Guéra في منطقة Mongo الصحية.
- التحقق من صحة التحقيقات الوبائية حول انتشار مرض التراخوما التي أجريت بين عامي 2001 و2005 في 9 مناطق من البلاد.
- وتحصل تشاد على الاستفادة من دعم الوكالة البريطانية للتنمية الدولية (DFID)، من أجل استكمال رسم خرائط البلاد ومن ثم تنفيذ الخطة الوطنية للقضاء على مرض التراخوما.

## الموارد البشرية والشركاء
يتم دعم أنشطة منظمة الوقاية من العمى حاليًا من خلال خبرة العديد من المهنيين الذين يشكلون مجلس الإدارة، وخاصة في مجال طب العيون، وصحة العين العامة، والطب الاستوائي، وطب البصريات وعلم الأوبئة.
بهدف أداء مهامها باحترافية والقدرة على الاستجابة بأفضل طريقة للقضايا المتعلقة بالصحة العامة التي تواجهها، قامت منظمة الصحة العالمية ببناء علاقات خاصة مع شركائها، بالإشارة إلى مجالات خبرتهم. وفيما يلي الجمعيات والمؤسسات التي تعاونت معها منظمة منظمة الوقاية من العمى، أو لا تزال تتعاون معها:
ويعمل مكتب حماية البيانات أيضًا بالتعاون الوثيق مع المنظمات الدولية الأخرى العاملة في نفس القطاع:
- كريستوفيل بلايندنميشن (CBM)
- تنسيق الجنوب
- مؤسسة غوولت-فيندلينغ
- مؤسسة ثيا
- الوكالة الدولية للوقاية من العمى (IAPB)
- التحالف الدولي لمكافحة التراخوما (ICTC)
- معهد المديرين والجمعيات والمؤسسات
- معهد طب العيون الاستوائي في أفريقيا (IOTA)
- المبادرة الدولية للتراخوما (ITI)
- نور للعالم
- مؤسسة نادي الليونز الدولية
- الوقاية من سيسيتيه ليونز
- الشبكة الأفريقية الفرنكوفونية لخبراء تراكوم
- منظمة سايت سيفرز الدولية
- الشركة الفرنسية لطب العيون
- صندوق النهاية
- الجامعة الدولية لعلوم الصحة (UIASS)

### روابط خارجية
- الموقع الرسمي لـ منظمة الوقاية من العمى باللغة الإنجليزية
- مقابلة البروفيسور بوليكين (بالفرنسية) مع الأكاديمية الفرنسية، الرئيس الفخري لـ منظمة الوقاية من العمى
- لجنة الميثاق
- الموقع الرسمي لمنظمة الصحة العالمية
- منظمة سايت سيفرز الدولية
- الوكالة الدولية للوقاية من العمى
- مؤسسة نادي الليونز الدولية
- كريستوفيل بلايندنميشن
- التحالف الدولي لمكافحة التراخوما
- المبادرة الدولية للتراخوما
- البرنامج الأفريقي لمكافحة داء كلابية الذنب